# Афанасьєв Федір Гнатович
Федір Гнатович Афанасьєв (нар. 1904, село Пустошка, Санкт-Петербурзької губернії, тепер Лузького району Ленінградської області, Російська Федерація — ?, Російська Федерація) — радянський діяч, 1-й секретар Хакаського обласного комітету ВКП(б). Депутат Верховної Ради СРСР 2-го скликання.

## Біографія
З 1925 року — на господарській, громадській та політичній роботі.
Член ВКП(б) з 1927 року.
У 1938—1941 роках — 1-й секретар Красногвардійського районного комітету ВКП(б) Адигейської АО.
З квітня 1941 року — 2-й секретар Адигейського обласного комітету ВКП(б).
У 1944 році закінчив Вищу школу партійних організаторів при ЦК ВКП(б).
У 1944—1947 роках — 1-й секретар Хакаського обласного комітету ВКП(б).
У 1950-х роках — начальник Бєлгородського обласного управління сільського господарства.
Потім — на пенсії.

## Нагороди
- орден Вітчизняної війни І ст. (6.04.1985)
- медаль «За оборону Кавказу»
- медалі